# إيزيتي
إيزيتي أيه بي هي شركة عالمية للنظافة والصحة ، يقع مقرها الرئيسي في ستوكهولم ، السويد . تحتوي مجموعة المنتجات على المنتجات ذات الاستخدام الواحد مثل المناديل الورقية وحفاضات الأطفال والعناية بالمرأة (وسادات الحيض وما إلى ذلك) ومنتجات سلس البول والعلاج بالضغط وجراحة العظام والعناية بالجروح . كانت إيزيتي جزءًا من شركة منتجات النظافة والمنتجات الحرجية (أس سي أيه) حتى عام 2017 ، عندما انفصلت الشركة عن عمليات النظافة التي أصبحت مدرجة كشركة منفصلة في بورصة ستوكهولم .
يعمل في شركة إيزيتي ما يقرب من 46000 موظف وبلغ صافي المبيعات في عام 2019 ما قيمته 12.2 مليار يورو. ينبع اسم إيزيتي من الكلمات "الضروريات " و "الضرورة" باللغة العربية.